# Jürgen Wattenberg
Jürgen Wattenberg (28. Dezember 1900 in Lübeck – 27. September 1995 ebenda) war ein deutscher Marineoffizier und U-Boot-Kommandant von U 162 im Zweiten Weltkrieg. Er versenkte innerhalb nur eines Jahres 14 Schiffe mit zusammen 82.027 BRT, wobei 85 Menschen starben, bevor das Boot am 3. September 1942 versenkt wurde und er mit 48 seiner Männer in US-amerikanische Kriegsgefangenschaft geriet, während zwei seiner Männer starben. Bekannt wurde er im Zusammenhang mit einem groß angelegten Ausbruch aus dem Lager Camp Papago Park in Arizona (USA) im Dezember 1944. In diesem Lager übte er als überzeugter Nationalsozialist erheblichen Einfluss auf die Gefangenen aus.

## Leben und Wirken
Wattenberg trat in die Marine ein und wurde 1923 zum Fähnrich zur See ernannt, 1925 folgte die Ernennung zum Leutnant zur See, 1927 zum Oberleutnant zur See. 1938 wurde er zum Kapitänleutnant befördert und trat bei Ausbruch des Krieges seine Stelle auf der Admiral Graf Spee an. Die beschädigte Graf Spee wurde vor Montevideo (Uruguay) im Dezember 1939 durch ihren Kommandanten, Hans Langsdorff versenkt. Wattenberg wurde zusammen mit der Besatzung in Argentinien interniert. Ihm gelang im April 1940 in Buenos Aires die Flucht, und er erreichte Deutschland im Mai 1940.
Im Oktober 1940 wechselte er zur U-Boot Flotte und erhielt im September 1941 das Kommando über U 162, mit dem er im Februar 1942 zur ersten Fahrt auslief. Wattenberg war damals 41 Jahre alt, was ihn zu einem der ältesten U-Boot Kommandanten auf Feindfahrt machte. Während sich die erste Feindfahrt im Atlantik abspielte, wurde Wattenberg auf der zweiten und dritten in der Karibik tätig und versenkte eine Reihe von Schiffen.
Am 3. September 1942 gegen 18 Uhr, als U 162 im Atlantik nordöstlich von Trinidad operierte, bemerkte die Besatzung einen feindlichen Zerstörer in der Nähe und näherte sich unter Wasser auf Schussweite. Obwohl sich nun zeigte, dass es drei Zerstörer waren, gab Wattenberg den Befehl, zunächst den mittleren zu torpedieren, bei dem es sich um Pathfinder handelte. Der Torpedo wurde durch den hohen Seegang gestört, tauchte auf und verfehlte sehr knapp die weiter links fahrende Quentin. Nun waren die drei britischen Zerstörer Pathfinder, Vimy und Quentin gewarnt und griffen an, woraufhin U 162 auf Tauchfahrt ging. Dem untergetauchten U-Boot wurden innerhalb der nächsten Stunden durch Wasserbomben schwerste Schäden zugefügt. Das Boot musste auftauchen, und Wattenberg gab den Befehl „alle Mann von Bord“ und ließ die Selbstversenkung vorbereiten. Wattenberg und weitere 48 Mann hatten inzwischen das Boot verlassen, doch der mit der Selbstversenkung befasste leitende Ingenieur Stierwaldt schaffte es nicht mehr rechtzeitig zum Turmluk, durch das nun das Wasser einbrach. Auch der am Bein verwundete Matrose Dettmer konnte nicht mehr aus dem Boot entkommen. Die im Wasser schwimmenden 49 U-Boot-Fahrer wurden von den drei britischen Zerstörern als Kriegsgefangene an Bord genommen und in den Hafen von Port of Spain auf der britischen Kolonie Trinidad gebracht, wo sie intensiven Verhören zunächst durch die Briten und dann durch die US-Amerikaner unterzogen wurden.
Das Verhältnis Wattenbergs zu seinen Untergebenen und die Disziplin an Bord von U 162 wurden als sehr gut beschrieben. Wattenberg trat als überzeugter, hundertprozentiger Anhänger des Nationalsozialismus und der Regierung von Adolf Hitler auf, und seine Überzeugungen wurden auch von den anderen Offizieren des U-Boots geteilt. Durch seine Kühnheit, Entschlossenheit und Aggressivität hatte er große Versenkungserfolge mit 14 versenkten Schiffen erzielt und den Tod von 85 Menschen verursacht. Er erreichte ein hohes Sicherheitsbewusstsein bei seiner Besatzung, so dass es den Briten und später den US-Amerikanern nicht gelang, aus den Gefangenen aus U 162 kriegswichtige Informationen herauszupressen. Der kühne Torpedoangriff gegen eine Übermacht von drei Zerstörern, der zum Verlust des U-Bootes führte, wurde Wattenberg später allerdings als schwerer Fehler angelastet.

## Gefangenschaft in den USA und Ausbruch

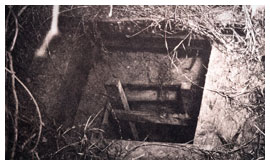
Eingang zum Fluchttunnel

Wattenberg und die anderen Gefangenen aus seinem U-Boot wurden in die USA gebracht, wo Wattenberg im September 1942 im Verhörzentrum Fort Hunt bei Alexandria (Virginia) ankam. Nach Abschluss der Verhöre kam er in ein Gefangenenlager in Crossville (Tennessee), wo er unter anderem mit dem Leutnant zur See Hermann Ritter (1891–1968), dem ehemaligen Kommandanten des Wetterbeobachtungsschiffs 1 Hermann, einsaß. Da dieser als streng gläubiger Katholik nicht ausreichend hinter der nationalsozialistischen Ideologie stand, verdächtigte ihn Wattenberg, ein Spion der Amerikaner zu sein. Nach Ritters Aussagen soll Wattenberg in Crossville auch versucht haben, einen deutschen Nazi-Gegner hängen zu lassen.
Obwohl er Gefangener war, wurde er am 1. April 1943 zum Kapitän zur See befördert.
Am 27. Januar 1944 kam Wattenberg in das Lager Camp Papago Park (Scottsdale) am östlichen Stadtrand von Phoenix (Arizona), das im Januar 1944 vom US-amerikanischen Kriegsministerium als Lager für alle U-Boot-Gefangenen, am 3. März 1944 aber als Gefangenenlager für sämtliche deutschen Kriegsgefangenen aus der Kriegsmarine bestimmt wurde. Wie in allen Gefangenenlagern üblich, wurden die Gefangenen strikt nach Offizieren und Mannschaften getrennt untergebracht. Trotzdem gelang es Offizieren und Mannschaften,  über versteckte Zettel, das Werfen von Flaschen mit Zettelbotschaften oder auch durch Lichtzeichen mit Spiegeln miteinander zu kommunizieren. Wattenberg wurde Lagersprecher und übte als überzeugter Nationalsozialist über seine Anhänger unter den Offizieren und Mannschaften eine effektive Kontrolle über die Mitgefangenen aus. Viele Gefangene waren bereit, sich durch Arbeit in den Kantinen, Wäschereien oder Autogaragen, aber auch auf den Baumwollfeldern oder anderswo in der Landwirtschaft 80 Cent pro Tag dazuzuverdienen und Abwechslung in ihr Lagerelend zu bringen. Wattenberg lehnte jedoch jegliche derartige Zusammenarbeit mit den US-Amerikanern ab und betrachtete insbesondere Tätigkeiten wie in der nach seiner Ansicht kriegswichtigen Baumwollproduktion als Hochverrat. Dies machte er auch gegenüber den Mitgefangenen deutlich und übte Druck aus, so dass in Camp Papago Park vergleichsweise wenige Gefangene diesen Tätigkeiten nachgingen.
Am 12. März 1944 wurde der als Informant für die US-Behörden tätige Gefangene aus U 118, Werner Drechsler, von sieben Mitgefangenen am Tag seiner Ankunft in Camp Papago Park gelyncht. Auch Wattenberg wurde nun verhört, behauptete aber, er habe am Tag der Tat keinerlei Kontakt mit den Soldaten gehabt und wisse nicht, ob Drechsler getötet worden sei oder ob er Selbstmord begangen habe. Der an der Tat beteiligte und später hingerichtete Helmut Fischer erklärte im Verhör, dass er Wattenberg mit der Aussage gehört habe, dass er froh über Drechslers Tod sei und dass alle Antifaschisten gehängt werden müssten. Einige Gefangenen zeigten in den Verhören eine sehr kritische Meinung über Wattenberg. So behauptete der Gefangene Oskar Meyer, Wattenberg habe gesagt, es gebe einige Gefangene, die nicht so dächten wie gute Soldaten und die deswegen so behandelt werden müssten, dass sie nicht mehr reden könnten. Die Gefangenen Johann Neumair, Günther Albrecht und Leutnant zur See Hermann Ritter, der zu seinem Unglück im März auch nach Camp Papago Park und damit wieder zu Wattenberg verlegt worden war, erklärten, Wattenberg habe die Soldaten zur Tat ermuntert oder sogar den Befehl gegeben. Günther Albert wurde wegen seiner antifaschistischen Haltung aus Camp Papago Park entfernt. Auch Hermann Ritter fürchtete nun um sein Leben und versuchte vergeblich, von Wattenberg getrennt zu werden. Nach dem Fiasko des „Fememords“ an Drechsler wurde im März 1944 Colonel George Barber als Lagerkommandant eingesetzt, der schärfer gegen den als Unruhestifter eingeschätzten Wattenberg vorging und diesen nun von den anderen Gefangenen isolierte. Allerdings wurde bereits am 1. August 1944 Colonel William A. Holden neuer Lagerkommandant, unter dessen Leitung auf Wattenbergs Drängen hin die Morgenappelle an Sonntagen und Feiertagen abgeschafft wurden. Kurzzeitig löste Kapitänleutnant Hellmut Rathke von U 352 Wattenberg als Lagersprecher ab. Dieser erreichte allerdings mit Drohungen und dem Vorwurf, Rathke sei Antifaschist, dass letzterer einen Hungerstreik begann, um aus dem Lager heraus und von Wattenberg weg zu kommen.
Wattenberg gehörte zu den Offizieren in Camp Papago Park, die bereits bald nach ihrer Ankunft begannen, einen Ausbruch zu planen. Als Ausgangspunkt zur Flucht wählte er eine kleine Baracke, die zum Duschen diente. Wattenberg bat die Lagerleitung um Schaufeln und anderes Werkzeug, angeblich, um ein Faustball-Feld anzulegen. Damit war es möglich, die bei der Tunnelgrabung anfallende Erde unauffällig zu verteilen.
Die eigentliche Arbeit begann im September 1944 und wurde während der Nacht in drei Schichten zu je drei Mann durchgeführt. Am 20. Dezember war der Tunnel mit dem 1,8 m tiefen Eingangsschacht und einer Länge von 54 m fertiggestellt. Eine Dreiergruppe hatte sogar ein Floß gebastelt, um den nahen Salt River hinunter zu fahren. Unter dem Vorwand, im Badehaus Wände abzudichten, hatte man von der Lagerleitung dafür Hüllenmaterial erhalten. Wattenberg hatte dafür gesorgt, dass alle Ausbrechenden mit neuer Kleidung, gefälschten Papieren und Kontaktadressen in Mexiko versorgt waren.
Damit die Flucht möglichst lange unentdeckt blieb, hatten Wattenberg und die weiteren U-Boot Kapitäne bei der Lageraufsicht durchgesetzt, dass der Morgenappell jeweils am Sonntagmorgen fallen gelassen wurde. So wurde die Flucht auf den Samstagabend des 23. Dezembers festgesetzt. Der Ausbruch begann um 21 Uhr in Gruppen zu zweit oder zu dritt, um halb Drei am 24. waren alle 25 Personen, vier Kapitäne, darunter Friedrich Guggenberger, weitere Offiziere und Mannschaftsdienstgrade, draußen. Der Salt River führte allerdings zu der Jahreszeit kaum Wasser, so dass das Floß nicht sehr hilfreich war. Nachdem im Laufe des Tages das Fehlen der Ausgebrochenen auffiel, wurde eine umfassende Suche eingeleitet. Die meisten Flüchtigen kamen nicht weit und wurden bereits nach wenigen Tagen gefasst.
Wattenberg, der zwei seiner Crew-Mitglieder bei sich hatte, machte sich nicht nach Süden in Richtung Mexiko auf den Weg, sondern versteckte sich im Norden, um erst einmal die zu erwartenden Suchaktionen abklingen zu lassen. Einer seiner Begleiter schaffte es, im Austausch für einen tagsüber draußen arbeitenden Kameraden mehrfach zurück ins Lager zu gelangen, um Verpflegung zu besorgen. Er wurde dann aber entdeckt und festgenommen. Wattenberg schaffte es, als Letzter erst am 28. Januar 1945 festgenommen zu werden.

## Nach dem Kriege
Nach Kriegsende wurde Wattenberg im Februar 1946 zunächst in das Camp Shanks verlegt, dann in ein Lager in der britischen Besatzungszone in Deutschland, bevor er schließlich entlassen wurde und nach Schleswig-Holstein zurückkehrte.
Später wurde er Manager der Lübeck-Abteilung der Bavaria-St. Pauli-Brauerei.